# Lachnaia cylindrica
Lachnaia cylindrica es una especie de insecto coleóptero de la familia Chrysomelidae.
Fue descrita científicamente en 1848 por Lacordaire.